# カウチェオ国際貿易経済区
座標: 北緯18度23分28秒 東経105度09分37秒 / 北緯18.39111度 東経105.16028度
カウチェオ国際貿易経済区（ベトナム語: Khu kinh tế cửa khẩu quốc tế Cầu Treo/ 區經濟𨷶口國際梂挑）はベトナム政府の開発優先国際経済区の一つである。

## 概要
ハティン省フオンソン県に位置し、ラオスのボーリカムサイ県カムクートと接している。2008年の第一四半期にベトナム政府建設省がベトナム北中部地区の重点としてカウチェオ国境経済区の建設を計画した。カウチェオ経済区にはタイソン市鎮、ソンキム1社、ソンキム2社、ソンタイ社の4つの行政区が属しており、56,000ヘクタールの面積と21,000人を超える人口を擁している。

## 交通
アジアハイウェイ15号線（インドシナ国道8号線：ラオス国道8号線、ベトナム国道8A号線）でラオスのラックサオ、ベトナムのホンリンと結ばれている。
カウチェオには外国人にも開放されている国際国境が存在し、対向となるラオス側の国境はボーリカムサイ県カムクートのナムパオ国境検問所である。ラオスのラックサオとベトナムのゲアン省ヴィンやハティン省ハティンとを結ぶバスが運行されている。

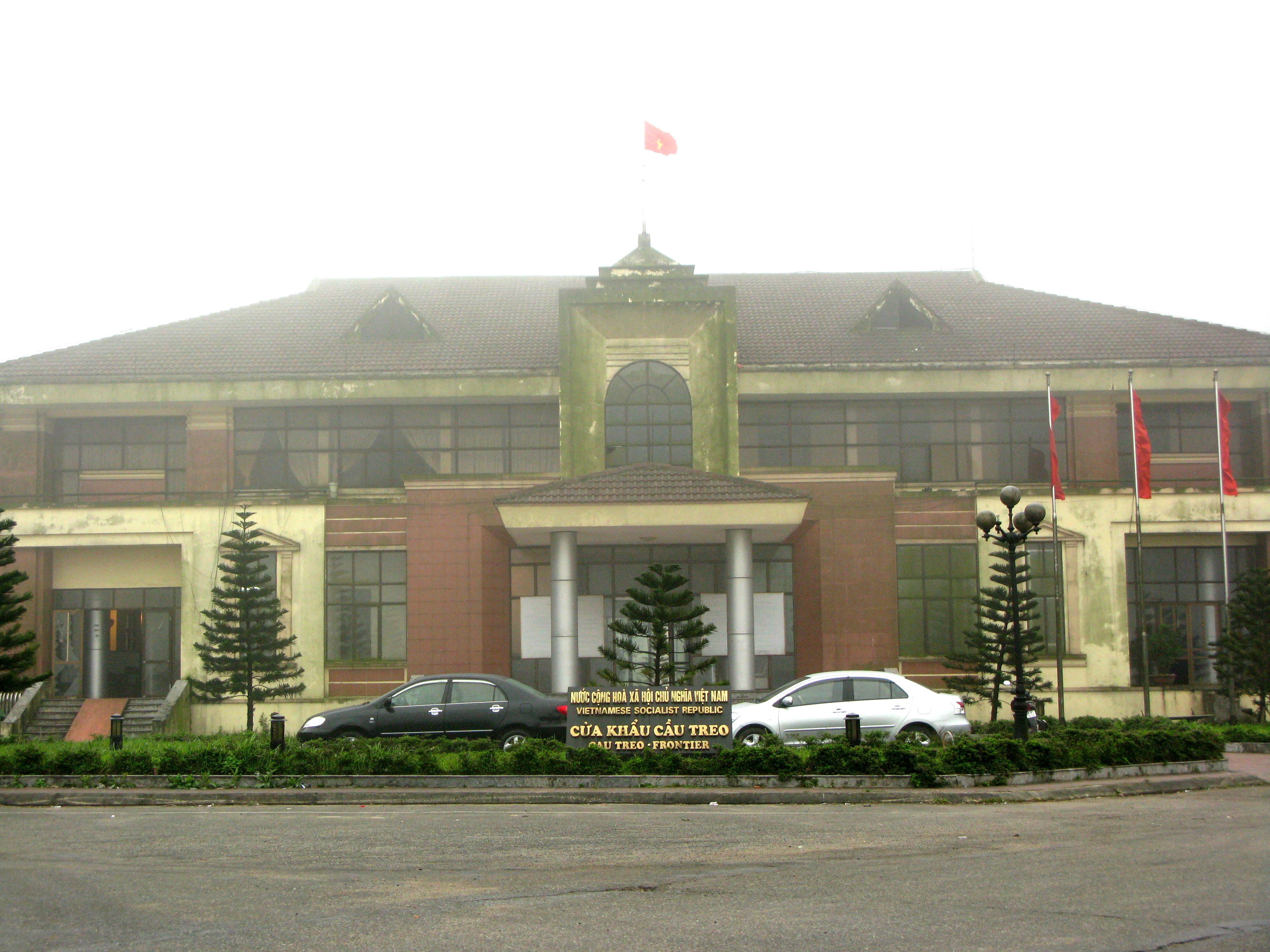
カウチェオ国境検問所

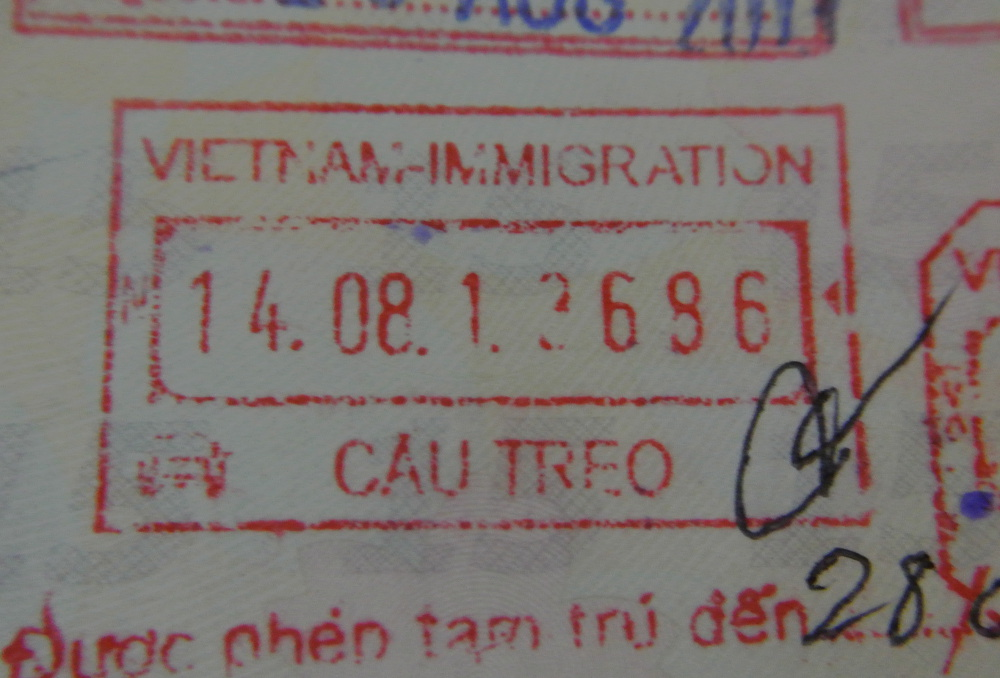
カウチェオ国境入国印